# Anadolu (Zeitschrift)
Anadolu war die erste „Zeitung für die in Deutschland lebenden Türken“.
Die Anadolu - Almanya'da yasayan Türklerin gazetesi (türkisch: Anatolien - Zeitung für die in Deutschland lebenden Türken) wurde ab dem 15. Juni 1963 zunächst als Monatsschrift von der deutschen Sektion Bonn des CIAS (Internationales Komitee für Information und soziale Aktion) herausgegeben. Erster Chefredakteur war der türkische Journalist Erdogan Olcayto.
Nachdem eine empirische Studie gezeigt hatte, dass die Zielgruppe vor allem Radio, Fernsehen und Kino nutzte, entschied 1970 das Bundespresseamt nach Rücksprache mit dem Bundesarbeitsministerium, die Zeitschrift Anadolu und andere „Gastarbeiterzeitschriften“ nicht mehr zu unterstützen.
Anadolu erschien bis 1973. 1964 wurde die Zeitschrift auch in Bremen verlegt.